# Beaumont-en-Beine
Beaumont-en-Beine là một xã ở tỉnh Aisne, vùng Hauts-de-France thuộc miền bắc nước Pháp.